# 电影摄影

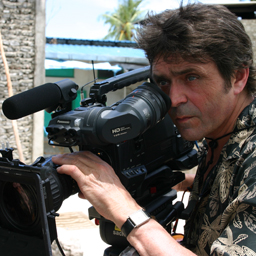
电影摄影師

電影攝影（Cinematography）是指用攝影機或者其他設備進行影像獲取的過程和技術，它幾乎是電影創作中最重要的組成部分。它與一般的靜止攝影技術有所關連，但又發展出其本身適合於動態的攝影的一套技術。在電影中專門負責攝影者稱作電影攝影師。

## 電影攝影師
電影攝影師職級可分為電影攝影指導，電影攝影助理等，各施其職。